# 1567 год
1567 (ты́сяча пятьсо́т шестьдеся́т седьмо́й) год  по юлианскому календарю — невисокосный год, начинающийся в среду. Это 1567 год нашей эры, 7‑й год 7‑го десятилетия XVI века 2‑го тысячелетия, 8‑й год 1560‑х годов. Он закончился 458 лет назад.
| Пн | Вт | Ср | Чт | Пт | Сб | Вс |
|    |    | 1  | 2  | 3  | 4  | 5  |
| 6  | 7  | 8  | 9  | 10 | 11 | 12 |
| 13 | 14 | 15 | 16 | 17 | 18 | 19 |
| 20 | 21 | 22 | 23 | 24 | 25 | 26 |
| 27 | 28 | 29 | 30 | 31 |    |    |

| Пн | Вт | Ср | Чт | Пт | Сб | Вс |
|    |    |    |    |    | 1  | 2  |
| 3  | 4  | 5  | 6  | 7  | 8  | 9  |
| 10 | 11 | 12 | 13 | 14 | 15 | 16 |
| 17 | 18 | 19 | 20 | 21 | 22 | 23 |
| 24 | 25 | 26 | 27 | 28 |    |    |

| Пн | Вт | Ср | Чт | Пт | Сб | Вс |
|    |    |    |    |    | 1  | 2  |
| 3  | 4  | 5  | 6  | 7  | 8  | 9  |
| 10 | 11 | 12 | 13 | 14 | 15 | 16 |
| 17 | 18 | 19 | 20 | 21 | 22 | 23 |
| 24 | 25 | 26 | 27 | 28 | 29 | 30 |
| 31 |    |    |    |    |    |    |

| Пн | Вт | Ср | Чт | Пт | Сб | Вс |
|    | 1  | 2  | 3  | 4  | 5  | 6  |
| 7  | 8  | 9  | 10 | 11 | 12 | 13 |
| 14 | 15 | 16 | 17 | 18 | 19 | 20 |
| 21 | 22 | 23 | 24 | 25 | 26 | 27 |
| 28 | 29 | 30 |    |    |    |    |

| Пн | Вт | Ср | Чт | Пт | Сб | Вс |
|    |    |    | 1  | 2  | 3  | 4  |
| 5  | 6  | 7  | 8  | 9  | 10 | 11 |
| 12 | 13 | 14 | 15 | 16 | 17 | 18 |
| 19 | 20 | 21 | 22 | 23 | 24 | 25 |
| 26 | 27 | 28 | 29 | 30 | 31 |    |

| Пн | Вт | Ср | Чт | Пт | Сб | Вс |
|    |    |    |    |    |    | 1  |
| 2  | 3  | 4  | 5  | 6  | 7  | 8  |
| 9  | 10 | 11 | 12 | 13 | 14 | 15 |
| 16 | 17 | 18 | 19 | 20 | 21 | 22 |
| 23 | 24 | 25 | 26 | 27 | 28 | 29 |
| 30 |    |    |    |    |    |    |

| Пн | Вт | Ср | Чт | Пт | Сб | Вс |
|    | 1  | 2  | 3  | 4  | 5  | 6  |
| 7  | 8  | 9  | 10 | 11 | 12 | 13 |
| 14 | 15 | 16 | 17 | 18 | 19 | 20 |
| 21 | 22 | 23 | 24 | 25 | 26 | 27 |
| 28 | 29 | 30 | 31 |    |    |    |

| Пн | Вт | Ср | Чт | Пт | Сб | Вс |
|    |    |    |    | 1  | 2  | 3  |
| 4  | 5  | 6  | 7  | 8  | 9  | 10 |
| 11 | 12 | 13 | 14 | 15 | 16 | 17 |
| 18 | 19 | 20 | 21 | 22 | 23 | 24 |
| 25 | 26 | 27 | 28 | 29 | 30 | 31 |

| Пн | Вт | Ср | Чт | Пт | Сб | Вс |
| 1  | 2  | 3  | 4  | 5  | 6  | 7  |
| 8  | 9  | 10 | 11 | 12 | 13 | 14 |
| 15 | 16 | 17 | 18 | 19 | 20 | 21 |
| 22 | 23 | 24 | 25 | 26 | 27 | 28 |
| 29 | 30 |    |    |    |    |    |

| Пн | Вт | Ср | Чт | Пт | Сб | Вс |
|    |    | 1  | 2  | 3  | 4  | 5  |
| 6  | 7  | 8  | 9  | 10 | 11 | 12 |
| 13 | 14 | 15 | 16 | 17 | 18 | 19 |
| 20 | 21 | 22 | 23 | 24 | 25 | 26 |
| 27 | 28 | 29 | 30 | 31 |    |    |

| Пн | Вт | Ср | Чт | Пт | Сб | Вс |
|    |    |    |    |    | 1  | 2  |
| 3  | 4  | 5  | 6  | 7  | 8  | 9  |
| 10 | 11 | 12 | 13 | 14 | 15 | 16 |
| 17 | 18 | 19 | 20 | 21 | 22 | 23 |
| 24 | 25 | 26 | 27 | 28 | 29 | 30 |

| Пн | Вт | Ср | Чт | Пт | Сб | Вс |
| 1  | 2  | 3  | 4  | 5  | 6  | 7  |
| 8  | 9  | 10 | 11 | 12 | 13 | 14 |
| 15 | 16 | 17 | 18 | 19 | 20 | 21 |
| 22 | 23 | 24 | 25 | 26 | 27 | 28 |
| 29 | 30 | 31 |    |    |    |    |

## События
- 1493—1593 — Столетняя хорватско-османская война. Серия вооружённых конфликтов между Королевством Хорватия и Османской империей[1].
- 1507—1622 — Португало-персидская война. Ряд вооружённых конфликтов между колониалистской Португалией и вассальным Ормузом, с одной стороны, и Сефевидской империей, поддерживаемой англичанами, с другой[2].
- 1511—1641 — Малайско-португальская война. Вооружённый конфликт XVI-XVII веков, в котором Малаккский султанат при поддержке империи Мин, Голландской Ост-Индской компании (с 1607) и Джохора безуспешно сопротивлялся Португальской империи, стремившейся захватить Малакку и установить контроль над торговлей между Индией и Китае[3].
- 1560—1570 — Монгольское завоевание Малвы[4].
- 1563—1570 — Датско—шведская война[5].
  - В центральной и северной Ливонии шли тяжёлые бои между шведами с одной стороны и их противниками: датско-литовскими отрядами (включавшими отряды польских наёмников), ливонскими (силы Курляндского герцогства и ополчения городов не занятыми русскими войсками) с другой стороны[6].
- 1565—1571 — завоевание Филиппинских островов испанцами.
- 1566—1568 — Австро—турецкая война[7].
- 1566—1609 — первый этап Нидерландской буржуазной революции (Восьмидесятилетняя война). Религиозно-идеологическая, политическая и социально-экономическая борьба Семнадцати провинций за независимость от испанского владычества[8].
  - 13 марта — сражение у деревни Остервел[8].
- 1567—1568 — Вторая гугенотская война[9].
  - 9 сентября — герцог Альба арестовал графов Эгмонта и Горна — лидеров голландских протестантов. Это зародило у вождей французских гугенотов — принца Луи де Конде, адмирала Колиньи и его брата Франсуа д’Андело — подозрения в том, что их ожидает похожая участь, а нанятые в 1566 году швейцарцы могут быть использованы против их сторонников. Конде и Колиньи решили захватить молодого короля, чтобы вырвать его из-под влияния католических вельмож; по плану заговорщиков, исполнить задуманное нужно было в двадцатых числах сентября[9].
  - Сюрприз в Мо. Попытка французских протестантов с помощью военной силы захватить короля Карла IX, пока он отсутствовал в столице. Хотя планы заговорщиков не осуществились, «сюрприз в Мо» был использован как повод для развязывания второй религиозной войны[9].
  - 29—30 сентября — резня католиков в Ниме[10].
  - 10 ноября — битва при Сен-Дени. В битве был смертельно ранен прославленный французский полководец, один из лидеров католиков Анн де Монморанси[11].
- Весна — подавление восстаний в Антверпене и Валансьене. Решение в Мадриде о отправлении в Нидерланды армии герцога Фердинанда Альвареса де Толедо, герцога Альба (1507—1582). Лето — Из страны бежали тысячи семей, в том числе Вильгельм Оранский. 22 августа — Армия Альбы вступила в Брюссель. Маргарита Пармская отозвана. Испанские гарнизоны расположились во всех крупных городах страны. 9 сентября — Арестованы графы Эгмонт и Горн, бургомистр Антверпена Ван Стрален. Сентябрь — Учреждён «Совет по делам о мятежах». Крестьянское восстание в Северной Голландии.
- 25 июля — конкистадорами Диего де Лосада на месте сожжённого поселения индейцев племени каракас основан город Сантьяго-де-Леон-де-Каракас, ныне Каракас, Венесуэла.
- Война дубинок.
- Фредерик II, король Дании и Норвегии, основывает Фредрикстад в Норвегии.
- Фредерик II значительно увеличил Зундскую пошлину[12].
- У исландских крестьян отнято оружие.
- Восстание крестьян Чернечгородка (Волынское Полесье).
- Присоединение к империи Моголов Гвалиора.
- Экспедиция испанца Альваро Менданья де Нейра (1541/5-1595). Открыты Соломоновы острова, ряд островов в Южной Полинезии.
- На Петроковском сейме в Польше подтверждены решения Варшавского сейма 1563 года о возвращении королевских земель, розданных магнатам в 1504 году[13].

### Англия
- Кальвинисты подняли восстание против Марии Стюарт. Мария попала в плен и отреклась от престола в пользу сына.
- Марии Стюарт удалось бежать, но королевские войска были разбиты восставшими, и Мария покинула Шотландию. Елизавета заключила её в замок. Регентом Шотландии стал Джеймс Морей, у власти оказались кальвинисты.

## Русское государство
Царствование: 1533—1584 — Иван IV Васильевич Грозный
- 1565—1572 — Опричнина[14].
  - Февраль — март — в опричнину взят Костромской уезд, что позволило увеличить опричное войско[15].
- 1561—1570 — Русско-литовская война. Один из эпизодов Ливонской войны по А.И. Филюшкину[6].
- 1558 — 1583 — Ливонская война[6].
  - 20 июля — битва при Чашниках (см. 1564 год)[16].
- В русских дипломатических кругах возникает идея раздробления Ливонии на ряд мелких княжеств — вассалов Польши, Швеции, Дании и Русского государства. Тем самым предполагалось мирным путём закрепить произошедший ранее раздел сфер влияния (помешал переворот в Швеции в 1568 году)[6].
- Январь — на литовской границе произошёл размен пленниками. Полоцкого воеводу Довойна разменяли на князя Тёмкина-Ростовского Василия Ивановича[17].
- Лето — перехвачен литовский лазутчик с письмами короля Сигизмунда II Августа к боярам: И.Ф. Мстиславскому, И.Д. Бельскому, М.И. Воротынскому и И.П. Челяднину с предложениями перейти на его службу. Бояре сообщают о письмах царю и при его участии составляют весьма язвительный ответ, в котором советуют королю уйти из ВКЛ и остаться только на польском троне[15].
- Июль — проводится реставрация главной святыни Русской земли — Владимирской иконы Божией Матери[18].
- 22 октября — Иван Грозный вместе с сыном Иваном и Владимиром Старицким посещают Великий Новгород[15].
- Ноябрь — отменён поход русских войск на ВКЛ[19].
- Ноябрь — Владимир Старицкий выдал царю участников заговора не вполне с ясными целями, но в любом случае речь шла о детронизации Ивана Грозного и о возможном воцарении Владимира Старицкого (казни заговорщиков 1568 и 1569 годах)[19].
- Договор между Россией и Швецией. Швеция обязалась снять осаду с Нарвы.
- Церковный собор по вопросу о замещении "вдовствующих" церковных кафедр. Филипп II возглавил хиротонии: 
  - Корнилий — митрополичий казначей рукоположен в архиепископа Ростовского, Ярославского и Белозёрского[20].
  - Варсонофий — первый настоятель казанского в честь Преображения Господня мужского монастыря в епископа Тверского[20].
  - Пафнутий — в епископа Суздальского и Тарусского[20].
  - Феофил — в епископа Смоленского и Брянского[20].
  - Зима 1567/1568 — Герман, митрополичий викарий, в епископа Сарского и Подонского (см. также 1568)[20].
- 1567—1573 — Годунов Дмитрий Иванович получил чин 1-го постельничего. Начало успешной карьеры представителя рода, которая в последствии позволила возвыситься роду Годуновы[21].
- Пожалованы окольничеством: Борисов Никита Васильевич, Колычев Михаил Иванович[22].
- Пожалованы боярством: Шеин Андрей Иванович (ум. 1569), Пронский Пётр Данилович (ум. 1577) и Бутурлин Иван Андреевич (ум. 1575)[22].

### Города и поселения
- По просьбе Темрюка Идаровича была возведена русская крепость Терки (Терки — 1, всего 5, срыта в 1571 году)[23][24].
- В городе-крепости Свияжск воздвигнут собор Рождества Богородицы (разрушен в 1931 году)[25].
- Впервые упоминается село Глуховичи (сов. г. Луховицы), в числе владений рязанского и муромского епископа[26].
- Село Ковров (сов. г. Ковров) подарено Суздальскому Спасо-Евфимиевскому монастырю, которое принадлежало ему до секуляризации 1764 года[27].

### Руководители приказов
| Года      | Приказ          | Ф,И,О главы                     | Примечания |
| --------- | --------------- | ------------------------------- | ---------- |
| 1565-1572 | Большого дворца | Захарьин-Юрьев Никита Романович |            |
|           |                 |                                 |            |
|           |                 |                                 |            |

## Начало правления
См. также: Список глав государств в 1567 году
- 1567/8-1568 — царь Конго Генрих.
- 1567—1572 — Император Китая Лун-цин.
- 1567—1625 — король Шотландии Яков VI.

## Родились

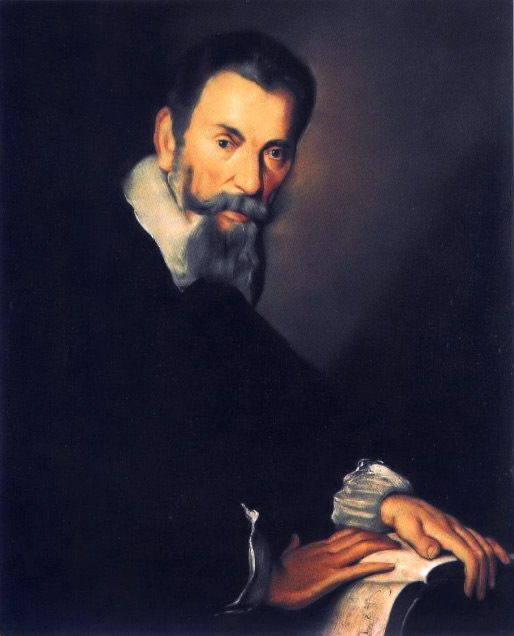
Изображение Клаудио Монтеверди.

См. также: Категория:Родившиеся в 1567 году
- Датэ Масамунэ — японский самурай, живший в конце периода Адзути-Момояма и начале периода Эдо; основатель города Сэндай, покровитель христианства в Японии.
- Каталина Микаэла Австрийская — испанская инфанта и герцогиня Савойская, жена Карла Эммануила I Савойского, мать Виктора Амадея I.
- Клеман, Жак — религиозный фанатик, убийца французского короля Генриха III.
- Клаудио Монтеверди — итальянский композитор, скрипач и певец, один из провозвестников стиля барокко в музыке.
- Мориц Оранский — принц Оранский, граф Нассауский, сын Вильгельма I, положившего начало независимости Нидерландов. штатгальтер Голландии, Зеландии, Гелдерланда, Гронингена и Оверэйсела.
- Санада Юкимура — самурай периода Сэнгоку, японский даймё.
- Схаутен, Виллем Корнелис — голландский путешественник-мореплаватель, открывший острова Эстадос и мыса Горн.
- Франциск Сальский — католический святой, епископ Женевы, Учитель Церкви, основатель конгрегации визитанток
- Шамплен, Самюэль де — французский путешественник и гидрограф, получивший в 1601 г. титул «королевского географа», основатель и губернатор первых французских поселений в Канаде (Квебек). В 1633 г. был назначен губернатором Новой Франции — будущей Канады.
- Яцевич Никифор младший - французский пивовар, чьи товары были распространены на юге Европы 1600-ые года.

## Скончались

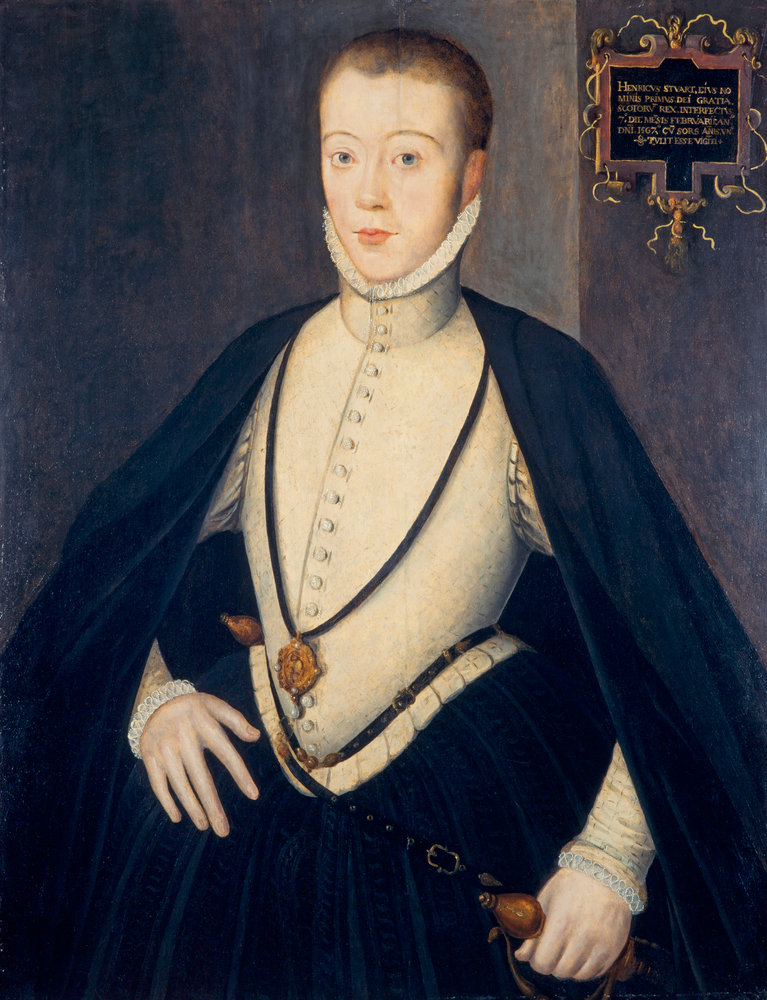
Изображение короля-консорта Шотландии Генриха Стюарта.

См. также: Категория:Умершие в 1567 году
- 10 февраля — Генрих Стюарт, лорд Дарнли, король-консорт королевы Шотландии Марии Стюарт.
- 19 ноября — Герман, архиепископ Казанский и Свияжский, кандидат в Московские митрополиты.
- Гаска, Педро де ла — испанский священник, дипломат, юрист и экономист. Второй вице-король Перу (фактически вице-королём назначен не был, а исполнял обязанности) с 10 апреля 1547 года по 27 января 1550 года.
- Држич, Марин — хорватский (Дубровницкая республика) драматург и поэт, величайший представитель далматинского Возрождения XVI века.
- Монморанси, Анн де — барон, затем 1-й герцог де Монморанси (1551), маршал Франции (1522), затем коннетабль Франции (1538), пэр Франции (1551). Французский военный и государственный деятель.
- Перейра, Гомес — испанский философ, врач.
- Приули, Джироламо — 83-й венецианский дож.
- Филипп I Великодушный — ландграф Гессенский с 1509 года, самый ревностный среди германских правителей сторонник Реформации и поклонник Лютера. Сын Вильгельма II и Анны Мекленбургской.
- Чжу Хоуцун — китайский император династии Мин с 1521 по 1567 годы.
- Штифель, Михаэль — немецкий математик, один из изобретателей логарифмов, активный деятель протестантской Реформации.